# Corte Superior de Justicia de Lima Norte
La Corte Superior de Justicia de Lima Norte es el tribunal de apelación cuya sede se encuentra en el distrito de Independencia en el Cono Norte de la ciudad de Lima, capital del Perú, y cuya competencia se extiende a todo el Distrito Judicial de Lima Norte. Fue creada el 18 de agosto de 1992 durante el gobierno de Alberto Fujimori. Está compuesta por un total de 8 salas superiores que conocen en segunda instancia las sentencias expedidas por los juzgados especializados del distrito judicial. Geográficamente el tribunal está situado en una zona disputada entre los distritos de Independencia y San Martín de Porres.

## Historia
Con la creación del Poder Judicial se estableció que el segundo nivel organizativo estaría conformado por las Cortes Superiores de Justicia las mismas que tendrían competencia territorial sobre el departamento de su sede. Sin embargo, en 1991, la Ley Orgánica del Poder Judicial estableció en su  artículo 36 que la competencia de cada Corte Superior estaría determinada por un Distrito Judicial y que estos podrían ser creados y suprimidos por el Consejo Ejecutivo del Poder Judicial en atención a una eficaz administración de justicia y en función de áreas de geografía uniforme, concentración de grupos humanos de idiosincrasia común, volúmenes demográficos rural y urbano, movimiento judicial y la existencia de vías de comunicación y medios de transporte. Es decir, se deja de lado la equivalencia con la organización política del país y se sustenta estrictamente en factores geográficos y estadísticos.
En virtud de dicha orden se crearon los subdistritos judiciales de Lima Norte, Lima Sur y Chosica separándolos de la jurisdicción del Distrito Judicial de Lima. Asimismo se crearon los distritos judiciales de Huaura y Cañete separándolos de la jurisdicción del Distrito Judicial del Callao
Los inicios de este distrito judicial se remontan a la creación de la Corte Superior de Justicia de Lima Norte, la misma que fue creada el 18 de agosto de 1992 por Ley N.º 25680 y se instaló el 4 de diciembre de 1993 durante el gobierno de Alberto Fujimori.
Meses después. mediante Resolución Administrativa N.º 023-93-CE-PJ, del 26 de mayo de 1993, se pone en funcionamiento la Sala y los Juzgados descentralizados del Cono Norte de Lima. Si bien es cierto estos órganos jurisdiccionales tenían independencia jurisdiccional, aún dependían administrativamente del Distrito Judicial de Lima. 
El artículo segundo de la norma antes referida, señaló que el Subdistrito Judicial del Cono Norte de Lima estaba formado por los siguientes órganos jurisdiccionales: una sala superior mixta, dos Juzgados Especializados en lo Penal, un Juzgado Especializado en lo Civil, un Juzgado Mixto que conocía de asuntos de Familia y Laboral, y los Juzgados de Paz Letrados. Para la provincia de Canta se dispuso un Juzgado Mixto que conocía de todas las materias, y un Juzgado de Paz Letrado.
Es así que por efecto de la R.A. N.º 023-93-CE-PJ, la 14.ª Sala Penal del Distrito Judicial de Lima se trasladó y se convirtió en la Sala Superior Mixta descentralizada del Cono Norte de Lima; mientras los Juzgados Penales 54.º, 55.º, 56.º y 57.º del Distrito Judicial de Lima se trasladaron con su personal al Subdistrito Judicial del Cono Norte para convertirse en dos Juzgados Penales, un Juzgado Civil y un Juzgado Mixto.
En la referida resolución también se indicaba que el Subdistrito Judicial del Cono Norte iniciaría sus actividades el primer día útil del mes de julio de 1993 y que el vocal decano del Cono Norte supervisaría el correcto funcionamiento de éste, en lo jurisdiccional y administrativo.
Dada la cantidad de usuarios y procesos existentes, por Resolución Administrativa N.º 122-94-CE-PJ, de fecha 29 de noviembre de 1994, la Comisión Ejecutiva del Poder Judicial dispuso la constitución del Distrito Judicial del Cono Norte de Lima, desde el 1 de diciembre siguiente, a fin de que atendiera la demanda de justicia en la zona.
La referida resolución también señaló que el vocal decano de la Corte Superior del Cono Norte asumiría la presidencia, con las facultades y prerrogativas que le corresponden conforme a ley. Posteriormente, por Ley N.º 28765 del 25 de junio del año 2006, a la Corte se le atribuye el nombre de Distrito Judicial de Lima Norte.
Mediante Resolución Administrativa N° 128-2014-CE-PJ, de fecha 25 de julio del 2014, complementada por las Resoluciones Administrativas N° 219, 288 y 317-2014-CE-PJ, se creó el Distrito Judicial de Ventanilla, con sede en el distrito de Ventanilla, cuyo ámbito de competencia comprendería los distritos chalacos de Ventanilla y Mi Perú y se retiraba de la jurisdicción de este distrito a los distritos de Ancón, Santa Rosa. Posteriormente, mediante Resolución Administrativa N° 490-2019-CE-PJ se aprobó incorporar, a partir del 3 de marzo del 2020, el distrito de Puente Piedra del Distrito Judicial de Lima Norte causando que se cambie el nombre del mismo a "Distrito Judicial de Puente Piedra - Ventanilla".

## Competencia territorial
Según la organización territorial inicial, las Cortes Superiores tenían competencia territorial en el departamento de su sede, el mismo que se correspondía con un determinado Distrito Judicial. Sin embargo, esta división fue modificándose paulatinamente por razones de cercanía comunicativa. En la actualidad la Corte Superior de Justicia de Lima Norte es una excepción a esa regla al tener competencia territorial únicamente sobre cinco distritos de Lima Metropolitana: Carabayllo, Comas, Independencia, Los Olivos, San Martín de Porres y la provincia de Canta.

## Composición
La Corte Superior de Justicia de Lima Norte está conformada por 8 salas superiores (3 civiles y 5 penales, todas con sede en el distrito de Independencia). Cada Sala está conformada por tres jueces superiores que, en el Perú, reciben la denominación de "vocales superiores". La reunión de todos los vocales superiores constituyen la "Sala Plena" que es el máximo órgano deliberativo de la Corte Superior.

## Presidente de la Corte Superior
De conformidad con los artículos 38 y 45 de la Ley Orgánica del Poder Judicial, los vocales eligen un Presidente de la Corte Superior. En el caso de Lima Norte, la elección se realiza el primer jueves del mes de diciembre cada dos años mediante votación secreta de los vocales superiores titulares.
El actual Presidente de la Corte Superior es el doctor Lorenzo Castope Cerquín.